# Viimsi
Viimsi (německy Wiems) je městečko v estonském kraji Harjumaa, samosprávně patřící do obce Viimsi, jejímž je administrativním centrem.